# Antonio Di Gaudio
Antonio Di Gaudio (Palermo, 16 agosto 1989) è un calciatore italiano, di ruolo centrocampista o ala, svincolato.

## Caratteristiche tecniche
Gioca prevalentemente da ala sinistra, ma può giocare anche sulla fascia opposta. È dotato di ottima tecnica individuale, possiede buona abilità nel convergere per andare al tiro, rapido nei dribbling, sa fornire molti assist ai compagni.

## Carriera

### Inizi e Virtus Castelfranco
Cresciuto nel quartiere Passo di Rigano, ha iniziato a giocare nel Ribolla, la scuola calcio di Salvatore Schillaci. Ha giocato nel settore giovanile del Palermo, fino alla squadra Primavera. Dopo essere stato scartato dai rosanero, passa all’US Palermo. Allenato da Salvatore Zammitti, definito da Di Gaudio “un secondo padre”, vince il campionato Allievi Regionali nella stagione 2005/2006.
Inizia la carriera calcistica nelle serie minori del campionato italiano, giocando per tre anni in Serie D con la maglia della Virtus Castelfranco.

### Carpi
Dopo 21 goal in 95 presenze in Serie D, viene acquistato dal Carpi.
Nella stagione 2010/2011 debutta in Lega Pro Seconda Divisione, contribuendo con 21 presenze alla vittoria del campionato.
Il 4 settembre 2011 esordisce in Serie C nel match vinto per 4-0 contro la Tritium. Segna il suo primo goal in terza serie il 6 novembre contro il Foggia (vittoria per 3-2).
Nella stagione 2012/2013 ottiene una storica promozione in Serie B, contribuendo con 33 presenze e 4 goal tra campionato e playoff.
Esordisce in Serie B il 24 agosto 2013 a Terni (Ternana-Carpi 1-0). Il 30 novembre segna il suo primo gol nella serie cadetta in Pescara-Carpi 4-2. Alla fine della sua prima stagione in Serie B, ottiene 36 presenze in campionato e 3 gol. Segna infatti in Carpi-Trapani 3-2 e nuovamente in Carpi-Pescara 2-0. Nella stagione successiva è tra i protagonisti della trionfale cavalcata del Carpi verso la Serie A. Il primo gol arriva alla quarta giornata in Carpi-Trapani 2-2. Successivamente è decisivo in Carpi-Pro Vercelli 1-0, Catania-Carpi 0-2 (realizza il vantaggio), Latina-Carpi 0-1 e Cittadella-Carpi 0-1. Chiude la stagione con 36 presenze e 8 reti, stabilendo il suo record stagionale di goal segnati da professionista.
Il 23 agosto 2015, all'età di 26 anni, debutta in Serie A in Sampdoria-Carpi 5-2, sostituendo Gagliolo al 60'. Il 30 agosto 2015, 6' dopo il suo ingresso in campo, sigla il suo primo gol in Serie A in Carpi-Inter 1-2, segnando il momentaneo pareggio nonché il primo gol realizzato in casa in Serie A nella storia della società carpigiana. Il 16 dicembre 2015 decide gli ottavi di Finale di Coppa Italia 2015-2016 tra Fiorentina e Carpi (0-1), permettendo alla sua squadra di sbancare l'Artemio Franchi e di approdare ai Quarti di Finale. Il 20 marzo 2016 torna al gol nella vittoria per 1-2 in trasferta contro il Verona e segna in rovesciata nella vittoria casalinga per 4-1 contro il Genoa. Il Carpi, nonostante una grande rimonta, finisce al terzultimo posto, a -1 dal Palermo (39 punti contro 38), e ritorna tra i cadetti.
Il 15 ottobre 2016 Di Gaudio realizza la sua prima doppietta da professionista nella vittoria per 2-0 contro il Latina, nel giorno del tanto atteso ritorno allo Stadio Cabassi dopo oltre un anno passato al Braglia di Modena. Una serie di infortuni nei primi mesi del 2017 gli impediscono di giocare con continuità. Il 4 marzo, dopo solo 44 secondi dall’inizio della partita, trova la rete della vittoria contro lo Spezia. Torna disponibile nelle ultime fasi della stagione, mancando la promozione in Serie A solo dopo le due Finali Play-off contro il Benevento (0-0 al Cabassi e KO per 1-0 al Vigorito). Con il Carpi ha totalizzato 222 presenze in sette stagioni (undicesimo di sempre).
È, insieme a Lorenzo Pasciuti e Fabrizio Poli, uno dei tre giocatori nella storia del Carpi che con la maglia biancorossa hanno vinto due campionati professionistici: la Lega Pro Seconda Divisione nel 2010/2011 e la Serie B nel 2014/2015.

### Parma
Il 26 luglio 2017 Di Gaudio si trasferisce al Parma, appena tornato in Serie B, e firma un contratto fino al 2020. Con 36 presenze e 5 gol contribuisce alla promozione in massima serie dei ducali (tra cui una doppietta realizzata il 7 aprile 2018 nel match vinto per 2-0 contro il Frosinone). Nella stagione successiva colleziona appena 12 presenze in Serie A.

### Verona e prestiti
Il 23 gennaio 2019 si trasferisce al Verona, in Serie B, con la formula del prestito con obbligo di riscatto condizionato. Debutta cinque giorni dopo, in occasione del pareggio casalingo col Cosenza (2-2). Il 3 marzo successivo segna il suo primo gol con i veneti, mettendo a segno la decisiva marcatura nel derby contro il Venezia (1-0). A fine anno ottiene, dopo aver vinto i playoff, l’ennesima promozione della sua carriera.
Tuttavia in massima serie non trova mai spazio, non essendo stato inserito nella lista degli scaligeri, dunque il 31 gennaio 2020 viene ceduto in prestito per sei mesi allo Spezia. L'11 febbraio successivo, segna la sua prima rete con la maglia degli aquilotti nel 3-2 interno contro la Cremonese.
Con 11 presenze ed un goal tra campionato e playoff, contribuisce alla prima, storica, promozione dei liguri in massima serie. Per Di Gaudio si tratta della quarta promozione in Serie A conseguita in carriera, la sesta in assoluto.
Tornato al Verona (con il quale ha il contratto in scadenza nel 2021), viene nuovamente escluso dalla lista dei giocatori consegnata alla Lega. 

### Chievo ed Avellino
Il 1º febbraio 2021 passa a titolo definitivo ai rivali cittadini del Chievo fino a fine stagione. Il 7 maggio segna la sua prima rete con la maglia clivense nella vittoria esterna sul campo dell’Entella (1-3).
Rimasto svincolato dopo la mancata ammissione in B dei veronesi, il 31 agosto firma un contratto biennale con l'Avellino in Serie C. Il 24 ottobre successivo segna la sua prima rete con gli irpini, in occasione del successo sulla Paganese per 3-0.
Il 21 settembre 2024 viene ufficializzato il suo passaggio all'Athletic Club, formazione palermitana militante nel campionato di Eccellenza.

## Statistiche

### Presenze e reti nei club
Statistiche aggiornate al 5 gennaio 2025.
| Stagione                   | Squadra                    | Campionato                 | Campionato | Campionato | Coppe nazionali | Coppe nazionali | Coppe nazionali | Coppe continentali | Coppe continentali | Coppe continentali | Altre coppe | Altre coppe | Altre coppe | Totale | Totale |
| Stagione                   | Squadra                    | Comp                       | Pres       | Reti       | Comp            | Pres            | Reti            | Comp               | Pres               | Reti               | Comp        | Pres        | Reti        | Pres   | Reti   |
| -------------------------- | -------------------------- | -------------------------- | ---------- | ---------- | --------------- | --------------- | --------------- | ------------------ | ------------------ | ------------------ | ----------- | ----------- | ----------- | ------ | ------ |
| 2007-2008                  | Virtus Castelfranco        | D                          | 25         | 8          | CI-D            | 0               | 0               | -                  | -                  | -                  | -           | -           | -           | 25     | 8      |
| 2008-2009                  | Virtus Castelfranco        | D                          | 32         | 3          | CI-D            | 0               | 0               | -                  | -                  | -                  | -           | -           | -           | 32     | 3      |
| 2009-2010                  | Virtus Castelfranco        | D                          | 38         | 10         | CI-D            | 0               | 0               | -                  | -                  | -                  | -           | -           | -           | 38     | 10     |
| Totale Virtus Castelfranco | Totale Virtus Castelfranco | Totale Virtus Castelfranco | 95         | 21         |                 | 0               | 0               |                    | -                  | -                  |             | -           | -           | 95     | 21     |
| 2010-2011                  | Carpi                      | 2D                         | 21         | 0          | CI+CI-LP        | 1+(2+?)         | 0+1             | -                  | -                  | -                  | SI-LP       | 1           | 0           | 25+?   | 1      |
| 2011-2012                  | Carpi                      | 1D                         | 10+3       | 1          | CI+CI-LP        | 1+1             | 0               | -                  | -                  | -                  | -           | -           | -           | 15     | 1      |
| 2012-2013                  | Carpi                      | 1D                         | 29+4       | 3+1        | CI+CI-LP        | 2+2             | 2+1             | -                  | -                  | -                  | -           | -           | -           | 37     | 7      |
| 2013-2014                  | Carpi                      | B                          | 36         | 3          | CI              | 1               | 0               | -                  | -                  | -                  | -           | -           | -           | 37     | 3      |
| 2014-2015                  | Carpi                      | B                          | 36         | 8          | CI              | 1               | 0               | -                  | -                  | -                  | -           | -           | -           | 37     | 8      |
| 2015-2016                  | Carpi                      | A                          | 29         | 3          | CI              | 2               | 1               | -                  | -                  | -                  | -           | -           | -           | 31     | 4      |
| 2016-2017                  | Carpi                      | B                          | 30+5       | 4+0        | CI              | 1               | 0               | -                  | -                  | -                  | -           | -           | -           | 36     | 4      |
| Totale Carpi               | Totale Carpi               | Totale Carpi               | 203        | 23         |                 | 14+?            | 5               |                    | -                  | -                  |             | 1           | 0           | 218+?  | 28     |
| 2017-2018                  | Parma                      | B                          | 36         | 5          | CI              | 0               | 0               | -                  | -                  | -                  | -           | -           | -           | 36     | 5      |
| 2018-gen. 2019             | Parma                      | A                          | 12         | 0          | CI              | 1               | 0               | -                  | -                  | -                  | -           | -           | -           | 13     | 0      |
| Totale Parma               | Totale Parma               | Totale Parma               | 48         | 5          |                 | 1               | 0               |                    | -                  | -                  |             | -           | -           | 49     | 5      |
| gen.-giu. 2019             | Verona                     | B                          | 14+2       | 1          | CI              | 0               | 0               | -                  | -                  | -                  | -           | -           | -           | 16     | 1      |
| 2019-gen. 2020             | Verona                     | A                          | -          | -          | CI              | -               | -               | -                  | -                  | -                  | -           | -           | -           | -      | -      |
| Totale Hellas Verona       | Totale Hellas Verona       | Totale Hellas Verona       | 14+2       | 1          |                 | 0               | 0               |                    | -                  | -                  |             | -           | -           | 16     | 1      |
| gen.-giu. 2020             | Spezia                     | B                          | 8+3        | 1          | CI              | 0               | 0               | -                  | -                  | -                  | -           | -           | -           | 11     | 1      |
| gen.-giu. 2021             | Chievo                     | B                          | 16+1       | 1          | CI              | -               | -               | -                  | -                  | -                  | -           | -           | -           | 17     | 1      |
| 2021-2022                  | Avellino                   | C                          | 19+1       | 4          | CI              | 0               | 0               | -                  | -                  | -                  | -           | -           | -           | 20     | 4      |
| 2022-2023                  | Avellino                   | C                          | 17         | 1          | CI-C            | 0               | 0               | -                  | -                  | -                  | -           | -           | -           | 17     | 1      |
| Totale Avellino            | Totale Avellino            | Totale Avellino            | 36+1       | 5          |                 | 0               | 0               |                    | -                  | -                  |             | -           | -           | 37     | 5      |
| sett.2024-gen.2025         | Athletic Club Palermo      | Ecc.                       | 12         | 3          | CI-Ecc.         | 2               | 0               |                    |                    |                    |             |             |             | 14     | 3      |
| Totale carriera            | Totale carriera            | Totale carriera            | 439        | 60         |                 | 17+             | 5               |                    | -                  | -                  |             | 1           | 0           | 457+?  | 65     |

## Palmarès

### Club

#### Competizioni nazionali
- Lega Pro Seconda Divisione: 1

Carpi: 2010-2011 (girone B)
- Campionato italiano di Serie B: 1

Carpi: 2014-2015